# Víctor Alexis Matta
Víctor Alexis Matta (Chiquimula, 16 de marzo de 1990) es un jugador de fútbol en  Guatemala. Es integrante del club Cobán imperial  de la Liga Nacional de Guatemala.

## Trayectoria
Matta es un jugador que juega en el medio campo. Con un recorrido en varios clubes de la Liga Nacional de Fútbol de Guatemala.